# 24726 Nagatatetsuya
24726 Nagatatetsuya este o planetă minoră (asteroid), cu un diametru de 7,795 km, din centura de asteroizi. A fost descoperită pe 2 noiembrie 1991 la Kitami Observatory⁠(d) de Atsushi Takahashi⁠(d). 
Obiectul prezintă o orbită caracterizată de o semiaxă mare de 2,4539424 UAi, o excentricitate de 0,09, o înclinație de 5,85601 ° în raport cu ecliptica.